# Lastenes (ministre selèucida)
Lastenes (en llatí Lasthenes, en grec antic Λασθένης "Lasthénes") fou un cap mercenari cretenc que va viure al segle ii aC.
Va facilitar a Demetri II Nicàtor un cos de mercenaris amb els quals va desembarcar a Síria per lluitar contra Alexandre I Balas. Lastenes acompanyava Demetri i quan aquest finalment va assolir el tron va ser nomenat ministre principal i se li va encomanar la direcció dels afers del regne. Bona part de les causes que van provocar l'hostilitat del poble contra Demetri es deuen a la mala gestió del seu ministre.
Lastenes va convèncer el rei de llicenciar l'exèrcit i quedar-se només amb el cos de mercenaris cretencs. El rei va perdre el vincle que tenia amb l'exèrcit i va iniciar sense voler-ho el camí cap el seu enderrocament a mans de Diodot Trifó l'any 138 aC. En parla Flavi Josep.